# Sebastian Schmaus
Sebastian Schmaus (* 1983) ist ein  Neonazi, war Politiker der rechtsextremen NPD und war für die Bürgerinitiative Ausländerstopp (BIA) aktiv, für die er nach den Kommunalwahlen 2008 im Stadtrat in Nürnberg saß.

## Leben
Schmaus hatte in seinem Leben einige Verkehrsdelikte zu verantworten. Im Jahr 2002 fuhr er unter Alkoholeinfluss und geriet in eine Kontrolle, 2004 bekam er ein einjähriges Fahrverbot und eine dreimonatige Freiheitsstrafe auf Bewährung. Im Jahr 2008 fuhr Schmaus mit einem VW-Kleinlaster und hatte dabei 1,16 Promille. Daraufhin wurde ihm sofort der Führerschein entzogen.
Im Jahr 2010 stand Schmaus wegen Körperverletzung und Sachbeschädigung vor Gericht. Die Staatsanwaltschaft Nürnberg hatte gegen ihn und zwei mutmaßliche Mittäter den Vorwurf erhoben, einen Fahrradfahrer zusammengeschlagen und dessen Kamera beschädigt zu haben. Schmaus wurde zu einer Geldstrafe von 2400 Euro verurteilt.
Im Jahr 2012 trat Schmaus aus der NPD aus, um sich nach eigenen Angaben „mehr in nationalen freien Strukturen“ zu organisieren.

## Bürgerinitiative Ausländerstopp
Schmaus war Mitglied der Wählergruppe „Bürgerinitiative Ausländerstopp“, die sich als angeblich überparteiliche Initiative zum „Schutz der Deutschen vor Überfremdung“ gegen die „herrschende Integrations- und Einwanderungspolitik“ ausgibt und mit Unterstützung der NPD gegründet wurde. Für die Wählergruppe saß Schmaus eine Wahlperiode als Stadtrat im Nürnberger Rathaus. 2012 trat Schmaus nicht mehr als Kandidat für die BIA an.

## Juristische Verfahren mit politischem Hintergrund
Im Jahr 2009 musste sich Schmaus vor Gericht verantworten; er wurde zu acht Monaten Gefängnis auf Bewährung und einer Geldstrafe von 6400 Euro verurteilt. Er hatte im Internet gegen politische Gegner gehetzt und deren volle Namen und Adressen auf Seiten der Anti-Antifa Nürnberg veröffentlicht. Einige der von Schmaus veröffentlichten Personen wurden im Anschluss Ziel von Sachbeschädigungen.
2011 stand Schmaus wegen Verunglimpfung des Staates und seiner Symbole vor Gericht. Er hatte im Jahr 2009 verfassungsfeindliche Flugblätter verteilt.

## Sonstige Aktivitäten
Schmaus war nach Angaben des Verfassungsschutzes Anhänger der Fränkischen Aktionsfront, die im Jahr 2004 verboten wurde, und war neben seiner Stadtratstätigkeit auch Mitglied im Freien Netz Süd (FNS). Im Sommer 2012 wollten Mitglieder des FNS in Nürnberg-Langwasser einen Schulungs- und Veranstaltungsort etablieren, darin sollte auch ein Bürgerbüro von Schmaus eingerichtet werden. Im Zuge der Ermittlungen gegen das Freie Netz Süd durchsuchte die Polizei im Juli 2013 die Wohnung von Schmaus.
Laut dem Antifaschistischen Informations-, Dokumentations- und Archivstelle München war Schmaus auch 2012 weiterhin bei der Anti-Antifa aktiv.
Schmaus unterhält Kontakte zu anderen rechtsextremistischen Parteien und Organisationen im Ausland, wie zum Beispiel der rechtsextremen neonazistischen griechischen Partei Chrysí Avgí. Die Zeitung To Vima veröffentlichte im Februar 2012 auf ihrer Internetseite Bilder, auf denen führende Politiker der Chrysí Avgí mit Schmaus zu sehen sind, darunterNikolaos Michaloliakos.
Seit dem 28. November 2012 ist er Inhaber der Internetdomain www.soziales-fürth.de und Mitglied der ausländerfeindlichen „Bürgerinitiative Soziales Fürth“ (BiSF), die auf dieser Website zu erreichen ist.